# Trifolio (arte)

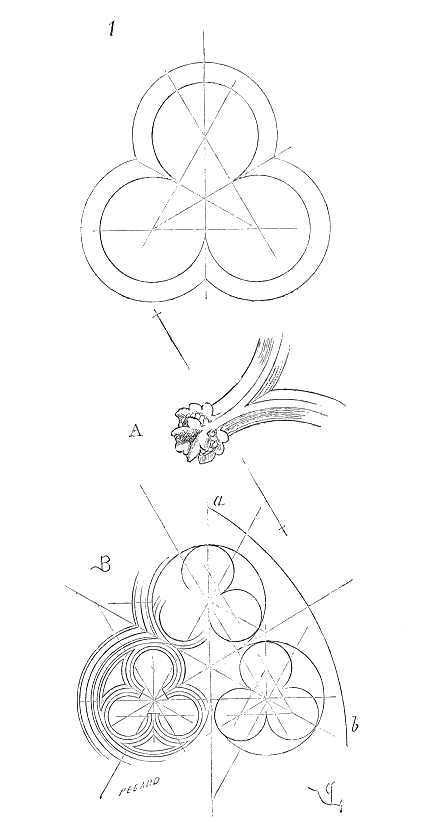
Trazado de un trifolio

Trifolio arquitectónico

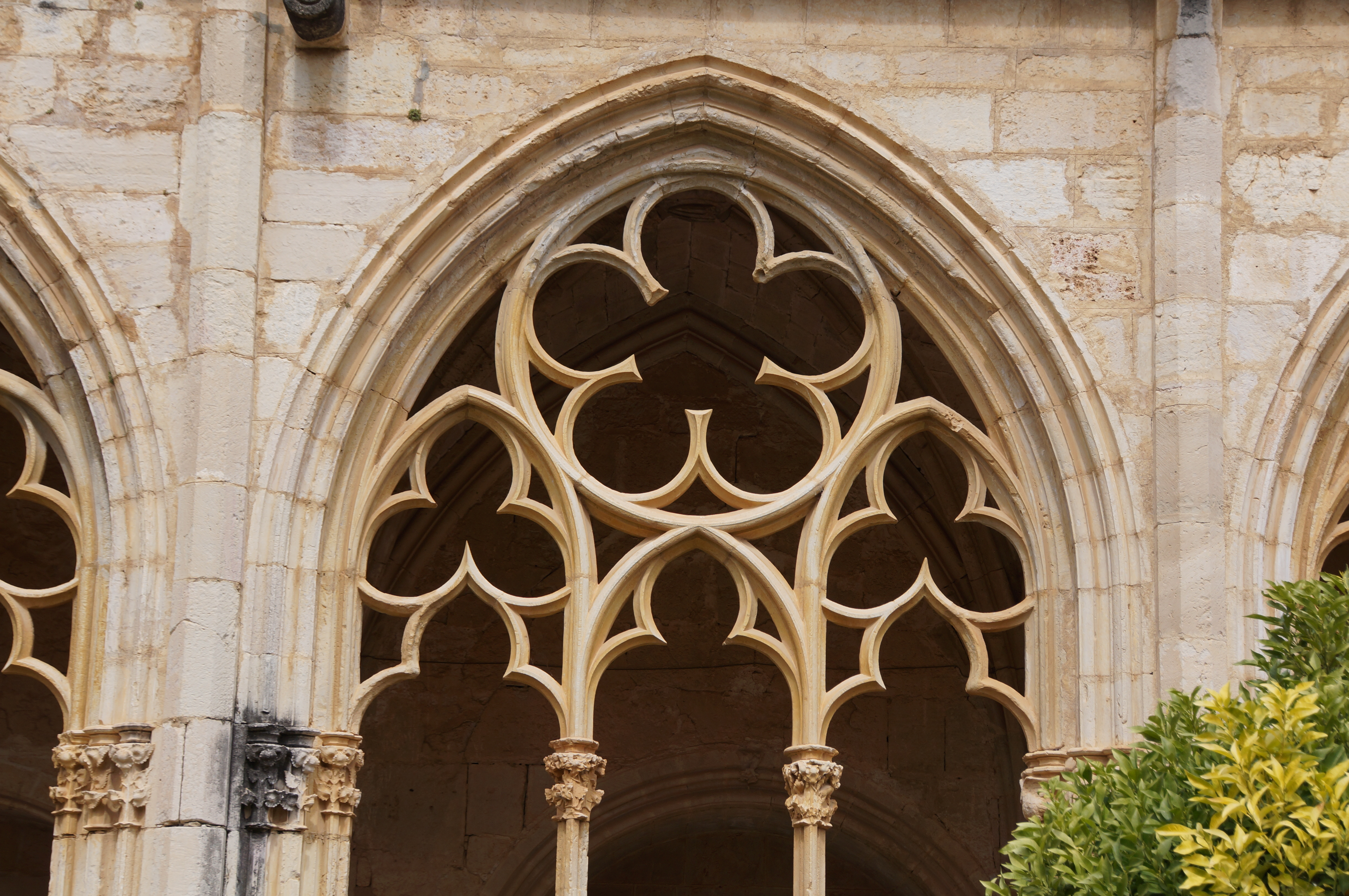
Trilóbulos apuntados en el monasterio de Santes Creus.

Un trifolio (del latín trifolium, "planta de tres hojas") es una forma gráfica compuesta del contorno de tres anillos superpuestos, utilizada en arquitectura y en el simbolismo cristiano. El término se aplica así mismo a otros símbolos con tres lóbulos. También se denomina trilóbulo, trilobo o trébol.

## Arquitectura

### Ornamentación
Trifolio es un término propio de la arquitectura gótica, utilizado para denominar un tipo de ornamento o remate introducido en las vidrieras, en la tracería y en los paramentos de distintos tipos de edificaciones, cuando un elemento toma la forma de tres lóbulos (compuesta por tres círculos parcialmente superpuestos). Uno de los primeros ejemplos se encuentra en la tracería de los paramentos de la catedral de Winchester (1222-1235). La versión cuádruple se denomina cuadrifolio. 
Una simple forma de trébol en sí misma puede simbolizar la Trinidad, mientras que un trébol combinado con un triángulo equilátero también fue un símbolo moderadamente común de la Trinidad cristiana durante el final de la Edad Media en algunas partes de Europa. A continuación se muestran dos formas de este tipo:

Contorneado
Entrelazado
Entrelazado continuo
Antimétrico

Una paloma, que simboliza al Espíritu Santo, a veces se representa dentro de la forma del trébol combinado con un triángulo.

### Diseño arquitectónico
En arquitectura y arqueología, los tréboles describen un diseño o plano de planta que consta de tres ábsides en forma de hoja de trébol, como por ejemplo en los templos megalíticos de Malta, en los que se registró una evolución de su diseño hacia una típica forma de trébol.  
Particularmente, en la arquitectura de las iglesias, tal diseño puede llamarse triconchos.

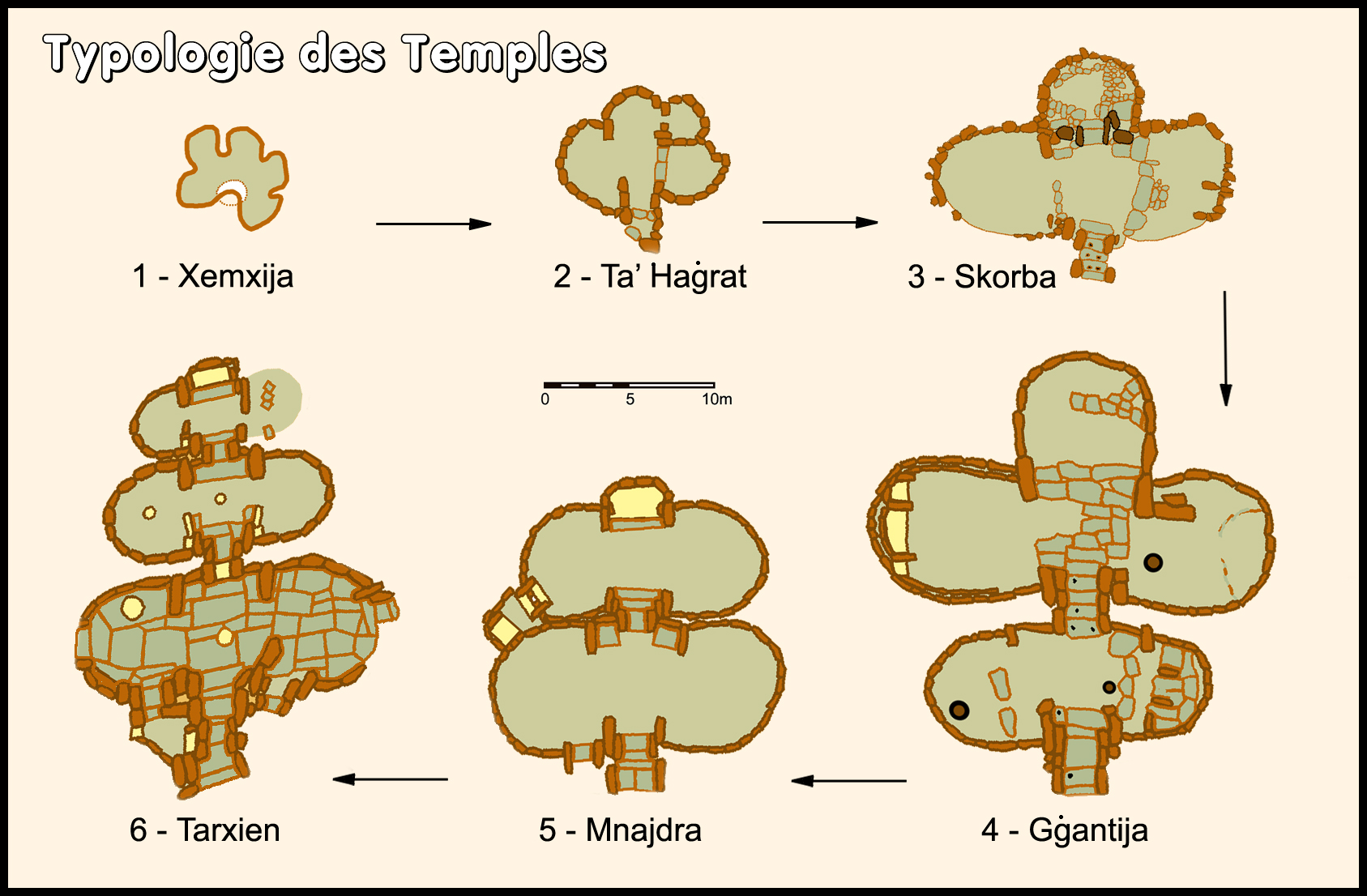
Templos de Skorba, Malta
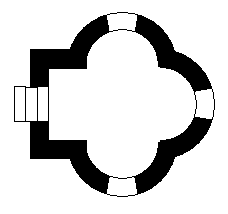
Triconchos
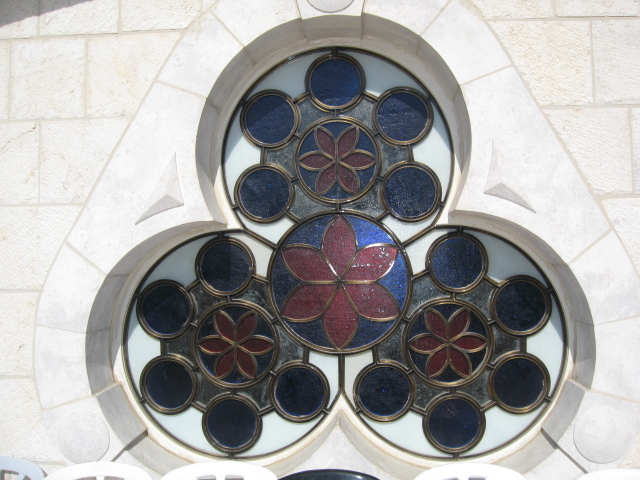
Jerusalén, sinagoga de la Hurva
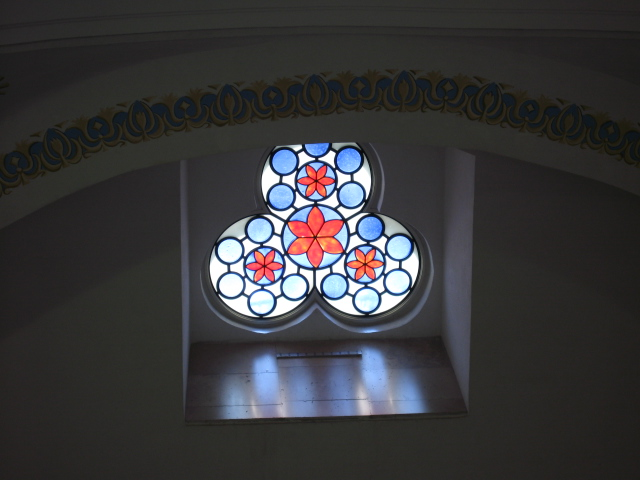
Jerusalén, sinagoga de la Hurva
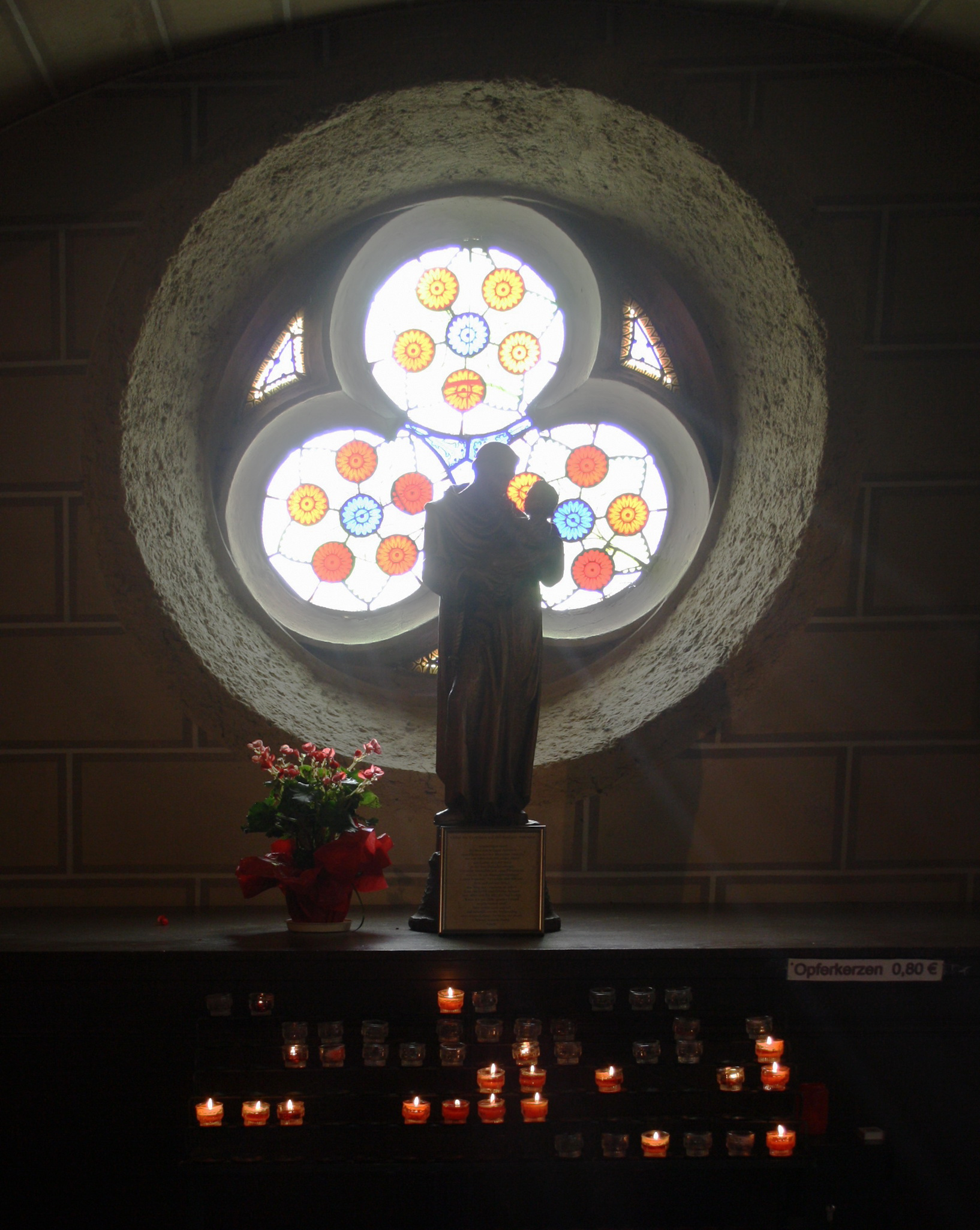
Vidriera trifoliada

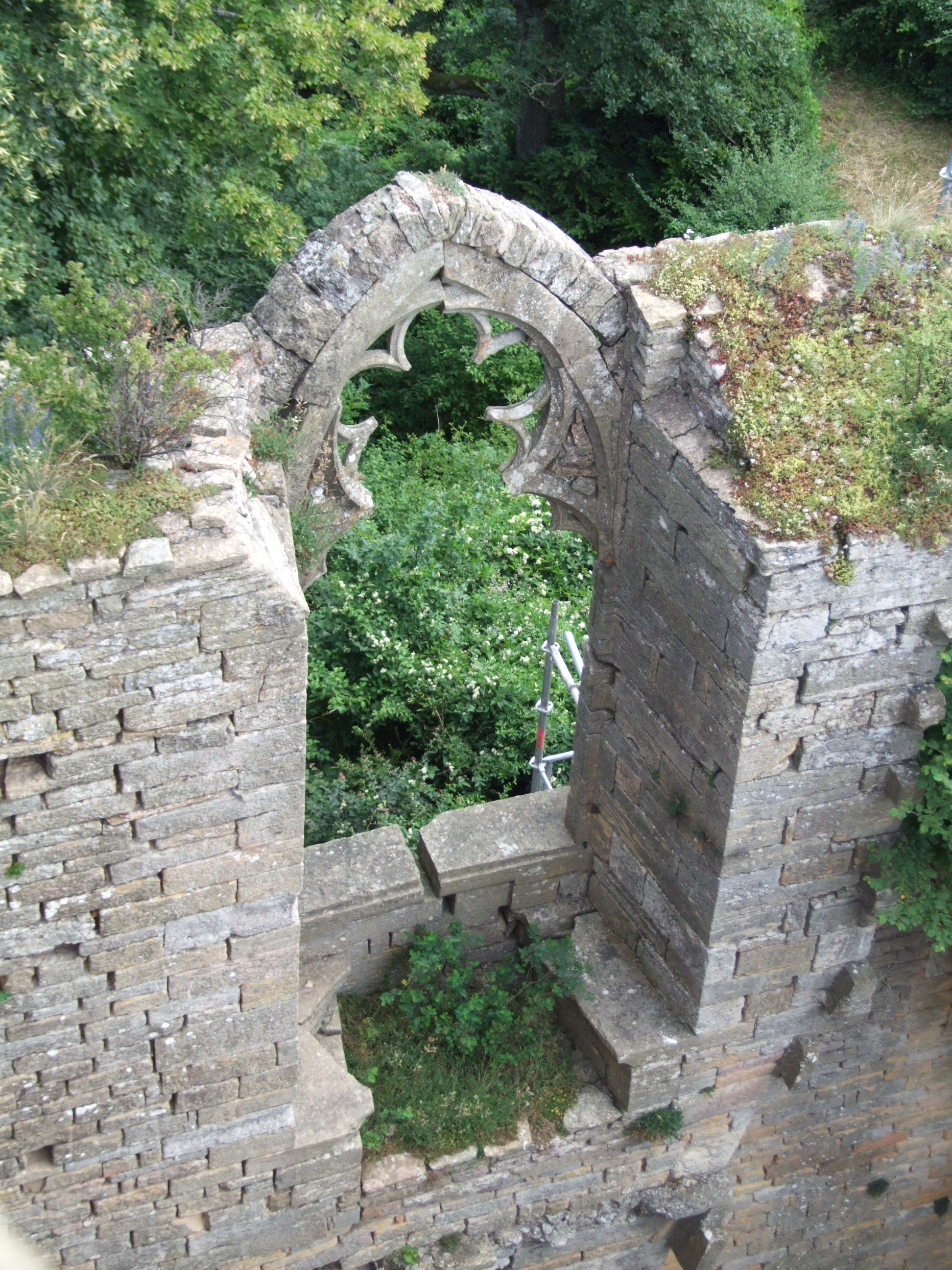
Arco trilobulado
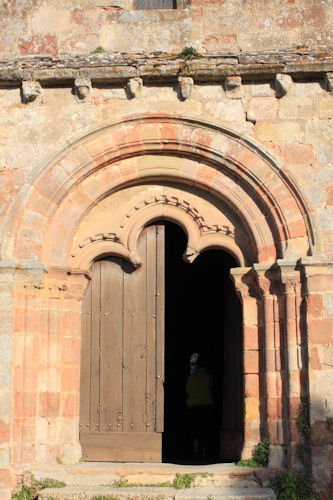
Marigny (Allier)
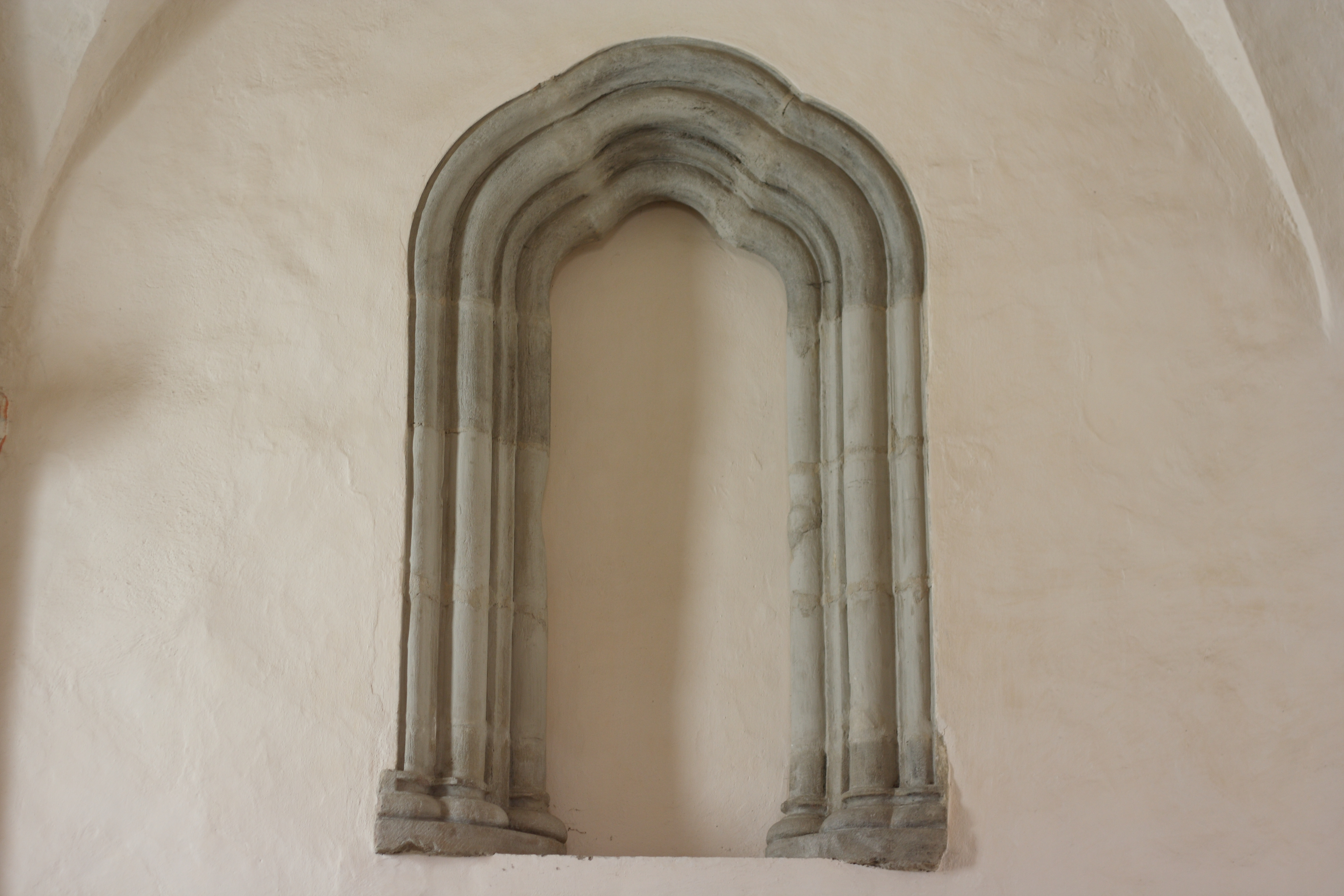
St. Maria (Auhausen)
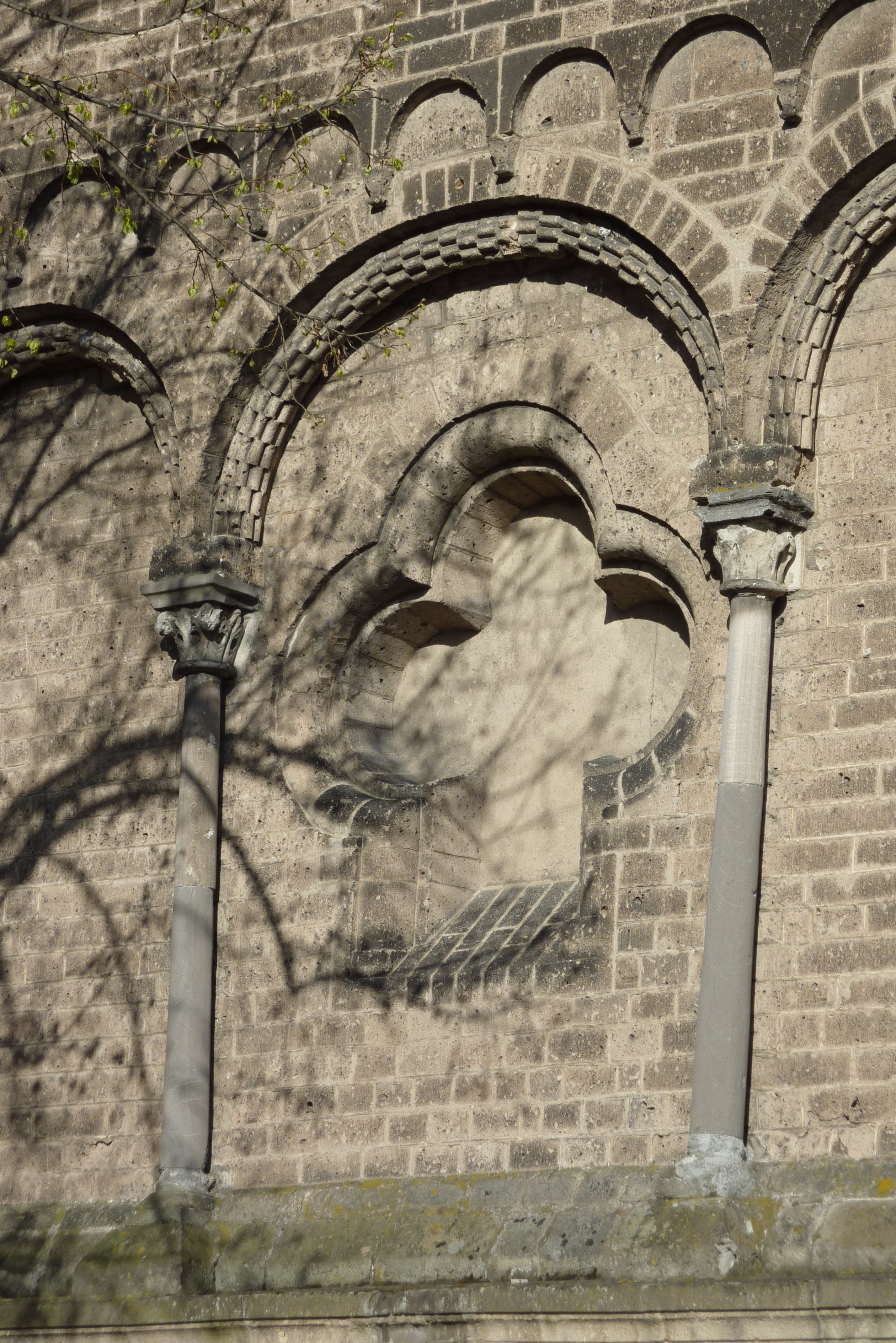
St. Michael (Andernach)
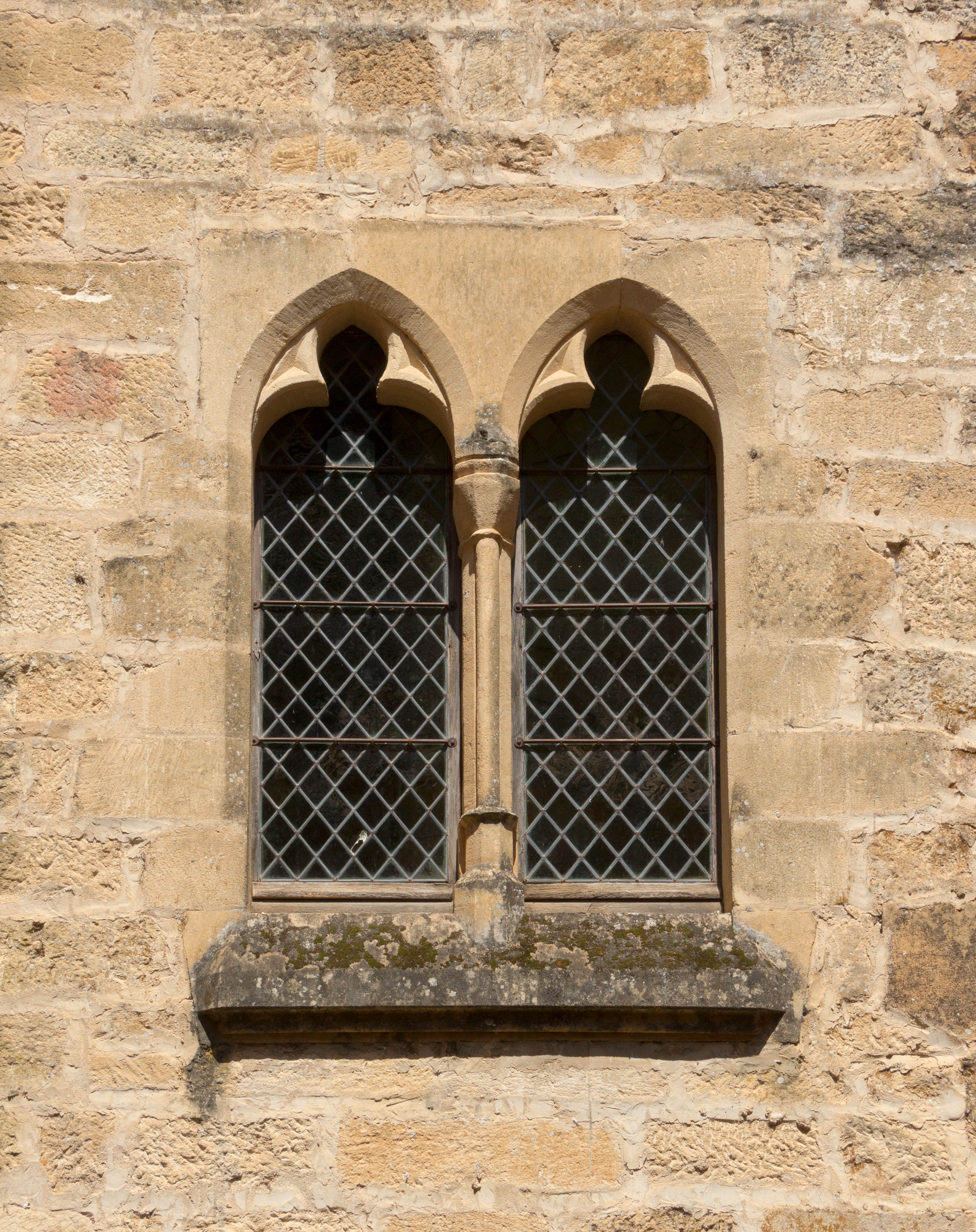
Burg Beynac

## Heráldica
El trifolio heráldico es un trébol estilizado. No debe confundirse con la figura nombrada en la heráldica francesa como tiercefeuille, que es una flor estilizada con tres pétalos. Se diferencia del trébol heráldico en que las hojas no están combadas. Podría traducirse como tres hojas'.

Trébol en heráldica
O un fess sable entre tres tréboles vert
Cruz floreada de argenta sobre gules entre cuatro tréboles
Trébol croata (balkenkreuz desfigurada)

## Simbología
Los tréboles simétricos son particularmente populares como símbolos de advertencia e información. Si una caja que contiene material peligroso se mueve y se desplaza a diferentes posiciones, aún es fácil reconocer el símbolo, mientras que el diseño distintivo de trébol del símbolo del reciclaje hace que sea fácil para el consumidor notar e identificar el símbolo impreso  sobre el envase. También se prefieren los símbolos más fáciles de grabar.

Trébol de "peligro de radiación ionizante"
Proteger de la lluvia
Trébol de peligro biológico
Símbolo de reciclaje universal
Símbolo de las Girl Scouts

Si bien es habitual considerar que el trébol verde es el símbolo de Irlanda, el arpa tiene un estatus mucho más reconocido oficialmente. Por lo tanto, los tréboles generalmente no aparecen en las monedas irlandesas o en los sellos postales. 
Una forma estilizada particular del trébol heráldico se usa como elemento principal en el logotipo de la mayoría de las organizaciones de Guías y Guías Scouts. Para las Girl Scouts, las tres hojas de trébol representan la triple promesa: "Servir a Dios y a mi país, ayudar a las personas en todo momento, y cumplir con la ley de las Girl Scouts".
Un trébol forma parte del logotipo de Adidas Originals, que también incluye tres rayas.